# 三橋達也のザ・ベストカップル
『三橋達也のザ・ベストカップル』（みはしたつやのザ・ベストカップル）は、1970年1月2日から同年4月24日まで日本テレビ系列局で放送されていた日本テレビ製作の恋愛バラエティ番組である。放送時間は毎週金曜 19:30 - 20:00 （日本標準時）。

## 概要
毎回4組の芸能人カップルを招いていた番組で、彼らにコンピュータを使った「相性テスト」などのテストとゲームをさせ、その中から性格などの調和の取れたベストカップルを選んでいた。これらのテストとゲームに勝ち抜いたカップルには、香港・バンコク旅行と賞金10万円をプレゼントしていた。司会は三橋達也が務めていた。